# Intendencia de San Andrés y Providencia
La intendencia de San Andrés y Providencia fue una antigua entidad territorial de Colombia, ubicada al noroccidente del territorio continental de este país y en la zona occidental del mar Caribe. Fue creada por medio de la ley 52 del 26 de octubre de 1912 y finalmente se elevó la entidad a la categoría de departamento el 4 de julio de 1991 a través de la constitución nacional de ese año.

## Historia

### Creación de la intendencia
Tras la pérdida colombiana de Panamá surgida como consecuencia de la Guerra de los Mil Días, en el archipiélago de San Andrés y Providencia se suscitaba gran inconformismo por la administración llevada a cabo por las autoridades del departamento de Bolívar, dada la exclusión en las decisiones que se tomaban respecto al manejo del archipiélago. Los mandos bolivarenses entre tanto se sentían preocupados por la identidad nacional de los isleños respecto a Colombia.
Para apaciguar posibles focos de disidencia se planteó entonces crear una Intendencia Nacional, cuya propuesta dio lugar a un gran debate en la región Caribe y en Bogotá, dada la conveniencia o no de crear una entidad territorial que no estuviera bajo el influjo político y administrativo de Cartagena de Indias. Muchas dudas se cernían sobre esta propuesta, pues se habían corrido rumores de que sanadresanos residentes en Panamá habían solicitado que el territorio insular se separara de Colombia y se uniera a la nueva República bajo protección estadounidense.
Al gobierno colombiano en tanto también le preocupaba la seguridad de sus fronteras, puesto ya en 1890 el gobierno de Carlos Holguín se había quedado inerme frente a la ocupación de las islas Mangles por parte de Nicaragua, y en 1900 Colombia había tenido que recurrir a un fallo para que sus derechos marítimos fueran respetados. Tras esto en 1910 viajó una comisión a la zona a fin de estudiar las condiciones políticas de las islas.
El informe presentado por la comisión advertía que la presencia colombiana en San Andrés y Providencia debido a la ocupación nicaragüense de la costa de Mosquitos y al rumor esparcido por comerciantes estadounidenses de una supuesta venta del archipiélago a los Estados Unidos o a Nicaragua. El 28 de diciembre de 1911 los habitantes de las islas firmaron un documento en el que manifestaban la ausencia e indiferencia del gobierno cartagenero y solicitaban que el archipiélago regresara a la administración del gobierno nacional, como cuando fueron territorio nacional.
El ambiente político se agitó bastante más cuando Francis A. Newball creó en 1912 el periódico The Searchlight (El Faro) con el objetivo de defender los intereses isleños. El inspector general del censo Santiago Guerrero formuló entonces una línea de acción para apaciguar las protestas y establecer una noción de identidad colombiana: enviar una guarnición militar, establecer una misión católica, fundar escuelas con maestros competentes y bilingües, y finalmente responder a las reformas fiscales y de comunicaciones solicitadas por medio de la creación de la intendencia. Finalmente fue creada la Intendencia Nacional de San Andrés y Providencia por medio de la ley 52 del 26 de octubre de 1912, y que fue inaugurada el 22 de enero de 1913 con la posesión del primer intendente, el continental Gonzalo Pérez.

### Primeros años
Entre 1912 y 1920 el archipiélago estuvo marcado por grandes presiones regionales, como la construcción del canal de Panamá, la ocupación de la costa de Mosquitos y las islas Mangles por Nicaragua, los tratados suscritos por este último país con los Estados Unidos (el Tratado Chamorro-Weitzel del 11 de febrero de 1913, y el Tratado Chamorro-Bryan del 5 de agosto de 1914), y las presiones originadas en el mar Caribe por los efectos de la Primera Guerra Mundial, en particular contra empresas e inversiones alemanas vinculadas a las comunicaciones telegráficas en la costa atlántica colombiana y en la estación ubicada en San Andrés.
En un informe de 1920 reflejaba una situación interna muy poco satisfactoria, pues la proclamación del nuevo orden administrativo estaba dejando por fuera a los isleños, quienes sufrían de pobreza y limitaciones en sus recursos humanos, económicos e institucionales, y estaba obsesionado con la "colombianización"; pero que era incapaz de defender la soberanía y los recursos naturales contra el saqueo y ocupación de los Estados Unidos. Un ejemplo de esto se vio en 1919 cuando el presidente estadounidense Thomas W. Wilson decidió en que los cayos Roncador, Serranilla y Quitasueño eran propiedad de ese país, e instaló allí faros para proteger la navegación de sus buques.
En 1923 la penetración del gobierno estatal centrada en la evangelización del pueblo nativo causó un gran descontento, pues estos consideraban que amenazaba su integridad cultural. Esto sumado a la consigna oficial de integración de las comunidades nativas a la nacionalidad, basada en los principios de unidad de lengua y religión, condujo a un fuerte proceso de aculturación de la población nativa, que se acentuó con la implantación del puerto libre en 1953.

### Segunda mitad delsigloXX
Tras la implementación del puerto libre en 1953 durante el gobierno de Gustavo Rojas Pinilla, se aceleró la integración de los isleños a la continentalidad de Colombia, pero esta vez desde lo económico que si bien mejoró dicho aspecto propició la acumulación de capital por parte de personas ajenas a las islas, así como problemas de inseguridad y una constante disminución en los índices de calidad de vida, lo que obligó a una tardía adopción de medidas de control de población con el decreto 2762 del 13 de diciembre de 1991. Estas condiciones generaron varios movimientos separatistas, principalmente en los años 60 y 70 del siglo XX, que sumados a la reclamación nicaragüense sobre el archipiélago, propició una mayor presencia militar de Colombia en las islas.
Luego de la proclamación de la constitución de 1991, finalmente se elevó la entidad a la categoría de departamento el 4 de julio de 1991.

## División territorial
La intendencia de San Andrés y Providencia estaba conformada únicamente por los municipios de San Andrés y de Providencia, que de acuerdo al censo del año 1964 tenían la siguiente población:
San Andrés (14.413 hab.), Providencia (12.318).